# Acrolophus scotina
Acrolophus scotina är en fjärilsart som beskrevs av Walsingham 1914. Acrolophus scotina ingår i släktet Acrolophus och familjen Acrolophidae. Inga underarter finns listade i Catalogue of Life.